# City of Angels (canción)
«City of Angels» es un sencillo de The Distillers para el álbum Sing Sing Death House, lanzado el 6 de junio de 2002. Es el 7mo tema del álbum.